# 革命社会主义工人党 (法国)
革命社会主义工人党（法語：Parti ouvrier socialiste révolutionnaire，缩写为POSR）是法国历史上一个社会主义政党。
1890年，法国社会主义工人联盟内由让·阿勒曼领导的一个分裂派建立该党。该党以及阿勒曼本人都坚定地相信工团主义在政治中的重要地位。后来，以革命工团主义为基础，具有相似意识形态的政党偶尔也被称为“阿勒曼主义者”。
除阿勒曼领导的工人阶级出身的社会主义者外，该党内部还存在一个由社会主义知识分子组成的派系，由巴黎高等師範學院的图书管理员吕西安·埃尔領導，该派系主要关注人民教育。总的来说，该党是一个温和的改良主义政党，受到可能派的影响，主张通过地方分权和立法参与等民主行动实现社会主义。
1901年，该党与法国社会主义工人联盟以及一些独立社会主义者合并为法国社会党。